# جيك كارتر (مغني)
جيك كارتر (بالإنجليزية: Jake Carter)‏ هو مغني بريطاني، ولد في 11 أغسطس 1998 في ليفربول في المملكة المتحدة.

## وصلات خارجية
- الموقع الرسمي
- جيك كارتر على موقع ميوزك برينز (الإنجليزية)